# Базилевщинский сельский совет (Машевский район)
Базилевщинский сельский совет (укр. Базилівщинська сільська рада) — входит в состав
Машевского района
Полтавской области
Украины.
Административный центр сельского совета находится в 
с. Базилевщина.

## История
- 1758 — дата образования.

## Населённые пункты совета
- с. Базилевщина